# Audiència (mitjans de comunicació)
L'audiència dels mitjans de comunicació, és la quantitat de persones que segueixen un mitjà de comunicació, sigui aquest una televisió, ràdio o, cada cop més, una pàgina web. Es mesura amb les quotes d'audiència, que representen els percentatges de consum d'un mitjà determinat en relació amb el consum total de tota la demanda.
Hi ha dos conceptes sobre la dimensió relativa de l'audiència dels mitjans audiovisuals, en particular la televisió, que se solen aplicar de manera confusa, especialment quan s'utilitzen traduïts de l'anglès. La quota d'audiència (en anglès: share) o quota de pantalla és una xifra que indica el percentatge de llars o espectadors que estan veient un programa o cadena de televisió respecte del total que, en aquell moment, tenen encès el seu televisor. L'índex d'audiència (en anglès: rating) indica el percentatge de llars o espectadors amb la televisió encesa en un canal, programa, dia i hora específics respecte del total de possibles televidents, tinguin l'aparell encès o apagat. En tots dos casos l'àmbit de referència pot ser, cosa més habitual, un espai geogràfic determinat, però també un segment demogràfic, com ara una franja d'edat, o altres poblacions. L'índex d'audiència sempre serà més baix que la quota d'audiència en aplicar-se sobre una població de referència major. Aquests percentatges també es poden agrupar, ja sigui per a retransmissions que fan diverses cadenes, per a programes emesos alhora en diversos canals d'una cadena, etcètera.

## Sistemes de mesura
El càlcul d'Audiència mesura quanta gent són en una audiència, normalment en relació amb una ràdio (oients) i televisió (teleespectadors), però també en relació amb la premsa i revistes (lectors) i, cada vegada més, el trànsit web sobre llocs web (visites). A vegades, el terme es fa servir per definir els sistemes que tant emissors com publicistes fan servir per determinar qui està escoltant més que quants hi ha escoltant. Aquest significat més ample també s'anomena investigació d'audiència.
En els mesuraments se solen tenir en compte paràmetres com ara el màxim i el mínim de quota d'audiència de cada programa, la fidelitat de l'audiència (temps que miren la cadena) o les quotes d'audiència de les cadenes durant un període determinat (com ara un dia, un mes o un any). Una forma de mesurar les audiències és mitjançant l'audímetre.
Els càlculs són descompostos pels mitjans de comunicació, corresponent la major part a l'anàlisi que correspon a les àrees metropolitanes, tant grans com petites.

## Característiques dels estudis d'audiència de mitjans
Actualment correspon principalment als estudis quantitatius, amb una forta càrrega metodològica i de base científica. Addicionalment aquests estudis solen aprofundir-se amb altres de mètode qualitatiu. Les audiències dels diferents medis solen reportar-se prenent com a base un determinat demogràfic, que pot ser sexe, edat, nivell socioeconòmic, tendència de televisió de pagament, entre d'altres.
Tres corresponen als principals usuaris de la informació d'audiències. En primer lloc els mitjans de comunicació els utilitzen per a reportar amb bastant detall les característiques de les audiències que consumeixen cada medi en particular. En segon terme els anunciants utilitzen aquesta informació per identificar grups objectius de les seves accions de màrqueting. Finalment, Les agències de mitjans utilitzen aquests estudis per a decidir en quin suport (escrit, visual o sonor) basaran les seves accions comunicacionals, escollint el mitjà i, en el seu cas, la franja horària per a fer-ho.
Lamas (1999) identifica tres models generals que representen la manera en què s'organitzen aquests estudis.
- MOC (Media Owner Contract): Un mitjà o un grup de mitjans patrocinen l'estudi, el financen i normalment retenen la propietat de les dades. La resta dels agents del mercat, altres mitjans, anunciants i les agències de publicitat no hi participen, encara que la situació millora a vegades deixant-los participar en Comitès d'Usuaris de caràcter tècnic i consultiu.
- JIC (Joint Industry Committee): L'organització de l'estudi és responsabilitat dels diferents sectors del mercat (anunciants, companyies de publicitat i medis) de forma que tots els usuaris participen en les seves especificacions, el seu disseny i la seva gestió. Se sol convocar un concurs a través del qual s'adjudica l'execució de l'estudi a un institut d'investigació. Es considera l'alternativa organitzativa òptima, ja que garanteix la unitat, la seva neutralitat i transparència i assegura que respon als requisits i necessitats dels usuaris.
- OS (Own Service): Un institut d'investigació recull la informació sobre l'audiència en termes d'iniciativa purament empresarial i comercialitza el seu serveu a través de contractes individuals múltiples negocis amb els compradors de la informació. A vegades, l'institut accepta o propicia la creació de Comitès d'Usuaris de caràcter tècnic que poden limitar una mica la seva capacitat de maniobra amb l'objectiu d'una major participació dels usuaris.

En la majoria dels països l'anàlisi d'audiències el realitzen empreses multinacionals. Exemples d'això són les companyies Kantar Ibope Media (Amèrica Llatina), Nielsen Company (Estats Units, Mèxic i altres països d'Europa, com Països Baixos) i Kantar Media (Europa).

## Mètodes

### Diaris
Els diaris van ser el primer i fins fa poc l'únic mètode d'enregistrament d'informació. Tanmateix, eren propensos a equivocacions i a la subjectivitat, això com depenien de la falta de memòria.

### Electrònic
La tecnologia s'ha fet servir per seguir escoltant i veient costums. El Portable People Meter d'Arbitron fa servir un micròfon per enregistrar tons subaudibles arrelats en les emissions per un codificador a cada estació o xarxa. S'ha fet servir fins i tot per seguir ràdios locals.

### Programari
Hi ha certes aplicacions de programari que es desenvolupen per controlar operadors de Televisió per cable amb plena funcionalitat de càlcul d'espectador passiva i permissiva, per controlar els índexs de canal de televisió. El sistema segueix totes les vegades que el canal és canviat i ho enregistra consegüentment. Permet què s'estava veient i a quin canal canvia l'espectador. Aquesta informació permet als operadors, als radioemissors i als mitjans publicitaris controlar els costums d'ús de l'audiència de televisió.

## Nous mitjans de comunicació
L'empresa Nielsen-NetRatings mesura Internet i les audiències de mitjans de comunicació digitals, a través d'un telèfon i d'enquestes d'internet. BuzzMetrics analitza els continguts generats pels usuaris. D'altres companyies que recullen informació sobre usos d'internet inclouen comscore i Hitwise, que mesuren clics en pàgines d'Internet. Les companyies com Visible Measures se centren a mesurar tipus específics de mitjans de comunicació, en termes de Mesures Visibles, analitzant el consum de vídeo en línia.
TruMedia, Quividi, i CognoVision proporcionen dades d'audiència en temps real, incloent-hi mida, amplitud d'atenció i demografia, fent servir tecnologia d'analítica de vídeo per detectar automàticament, seguir i classificar espectadors que miren emissions digitals.

## Audiència digital
Els mass media tradicionals s'han convertit en mitjans de comunicació unidireccional, que obliguen la seva audiència a mantenir un rol passiu en el procés comunicatiu. Els mitjans de comunicació tradicionals (premsa, ràdio i televisió) impossibilitaven qualsevol mena d'interactivitat i cap missatge que emetien podia ser rebatut al moment. L'opinió del públic només es podia conèixer a través d'enquestes, articles d'opinió o mètodes que no recollien els temes que realment importaven a l'audiència. Difícilment podies obtenir un resultat tan efectiu com actualment sobre quins eren els interessos que predominaven en l'audiència d'un determinat programa o secció de la premsa.
"Els mitjans de comunicació són el que prohibeix per sempre la resposta, el que fa impossible tot el procés d'intercanvi que requereix la comunicació" (Braudillard, 1974).
Actualment, amb plataformes com Facebook o Twitter, el comportament del lector, l'oient o el teleespectador s'ha convertit en la vivència d'experiències que es comparteixen dins d'una comunitat digital. A aquest tipus de nova audiència se la pot anomenar de moltes maneres: audiència activa, social, creativa, multitasca o multi-screen.
Gràcies a l'aparició del Web i la seva evolució cap al terme de Web 2.0 ha permès aquesta interacció entre l'audiència i els mitjans de comunicació. Això ha provocat que aparegui un nou mitjà de comunicació a part dels tres més famosos que ja coneixem: el cibermitjà.
El cibermitjà és aquell que té la voluntat de crear una mediació entre fets i públic. Utilitza criteris periodístics i és interactiu i hipertextual. Aquest tipus de nou mitjà que permet una alta interacció de l'audiència, facilita la seva participació i col·laboració.
Aquest gran canvi en el món dels mitjans comunicatius pot suposar efectes positius com negatius. És un canvi tan recent que encara no s'ha estudiat amb prou profunditat com interaccionen els mitjans de comunicació tradicionals amb els actuals. Encara no se sap si es potencien entre ells o se substitueixen uns als altres en la captació de l'audiència. D'aquesta manera, els mitjans tradicionals s'enfronten a un doble treball: han de mantenir l'atenció de l'audiència en els continguts de forma tradicional i a la vegada han de cuidar les xarxes socials i la imatge que donen dins el món digital. A Espanya el model de negoci de la televisió és la publicitat i ara, a causa de l'existència d'aquesta multipantalla l'atenció en els moments de publicitat es redueix considerablement i és un tema preocupant per a les televisions nacionals. El que és clar és que es pot aprofitar aquest nou mitjà per conèixer molt millor a l'audiència i adaptar els continguts del mitjà tradicional tenint en compte els interessos dels clients.
Encara que no hi hagi molts estudis sobre els efectes d'aquest tipus de mitjà hi ha tres efectes molt clars que està generant aquest grup d'audiència:
- Com que hi ha una gran reducció de costos, això permet que l'audiència pugui accedir molt fàcilment a continguts de major qualitat. Això genera que els continguts de poca qualitat no puguin guanyar-se un grup important de públic.
- El consum de mitjans té un fort component social, augmenta considerablement la participació i genera una gran motivació a les persones per consumir continguts que altres ja ho estaven fent.
- La multiplicitat d'ofertes genera una gran demanda sobre quins continguts són atractius. Aquells continguts de major qualitat solen ser els que reben més interaccions, recomanacions i visualitzacions[7].